# Dasain

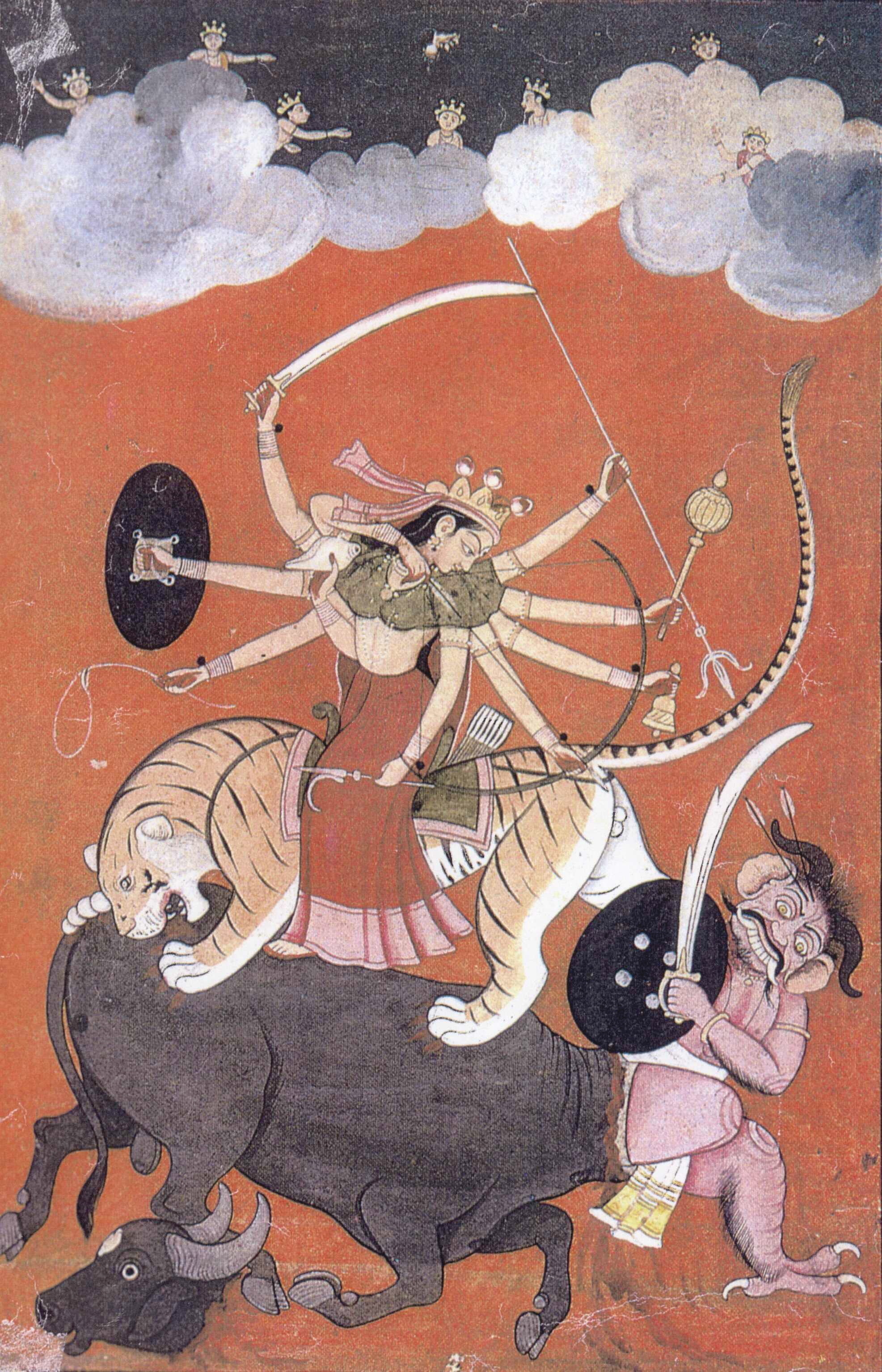
Durga diosa de la victoria del bien sobre el mal.

Dasain (दशैं) es un festival religioso nacional en Nepal que se extiende durante 15 días. Es el festival más largo y más auspicioso del calendario anual de Nepal, es celebrado por los nepalíes de todas las castas sin importar el país en el que se encuentren. El festival se festeja hacia septiembre–octubre, comenzando en el cuarto creciente y finalizando el día de la luna llena. El Dasain también es denominado Bada Dasain, Dashera y Vijaya Dashami. 
A lo largo del país la diosa Durga es adorada en todas sus manifestaciones con puyás, múltiples ofrendas y miles de sacrificios de animales para el ritual del baño sagrado, empapando en sangre a la diosa durante muchos días. Este festival es conocido por su énfasis en los encuentros familiares, como así mismo por renovar los vínculos de la comunidad. Muchas personas viajan de regreso a Nepal para celebrar el festival junto con sus seres queridos. Todas las oficinas gubernamentales, instituciones educativas y otras oficinas permanecen cerradas durante el festival.

## Significado
El Dasain conmemora las victorias del dios y las diosas sobre los demonios. Una de las razones de su celebración es porque durante esta época el Señor Ram mató a Ravana el rey de los demonios. Se cree que el señor Ram solo fue capaz de ganar la batalla porque contó con la bendición de la diosa Durga. Sin embargo la celebración principal simboliza la victoria del bien sobre el mal. Mahishasura, un demonio, había impuesto el terror en dev-lok (el mundo de los dioses). Todos los dioses y santos oraban al Adi-Shakti para que matara a Mahishasura, pero nada sucedía, la diosa Durga finalmente emergió y masacró al demonio salvando así a todos del terror.
Durante el festival las personas rinden culto a las diversas formas de la diosa suprema, Durga. El festival es importante ya que le recuerda a todos los principios universales de verdad, justicia y virtud que deben prevalecer sobre el engaño, la injusticia y la maldad. Se cree que si ella es adorada en forma adecuada y congraciada entonces se tendrá buena suerte. Sin embargo, si la diosa se enoja a causa de la falta de atención entonces se cree que se tendrá malafortuna.
Dashain es el festival más importante de los hindúes. Los seguidores del culto Shakta lo consideran el día en que el demonio Mahishasur fue vencido por la diosa Durga. Para los hindúes que no son Shakta, el festival simboliza la victoria de Rama sobre Ravana, los personajes de Ramayana una historia épica. Los budistas recuerdan este día como el día en que el Emperador Ashoka del subcontinente Indio abandonó la violencia y comenzó a transitar la senda del budismo.
En el valle de Katmandú, en el pueblo Newar, el festival es denominado "Mohanee", con algunas leves diferencias en sus rituales y significado, por lo que se lo confunde a menudo con el Dasain.
Los primeros nueve días de Dashain simbolizan la batalla que tuvo lugar entre las diferentes manifestaciones de Durga y Mahishasura. El décimo día es el día en que Durga finalmente lo derrotó. Para otros hindúes, este festival simboliza la victoria de  Ram sobre Ravan como se relata en el  Ramayana .

### Día 1: Ghatasthapana dashain

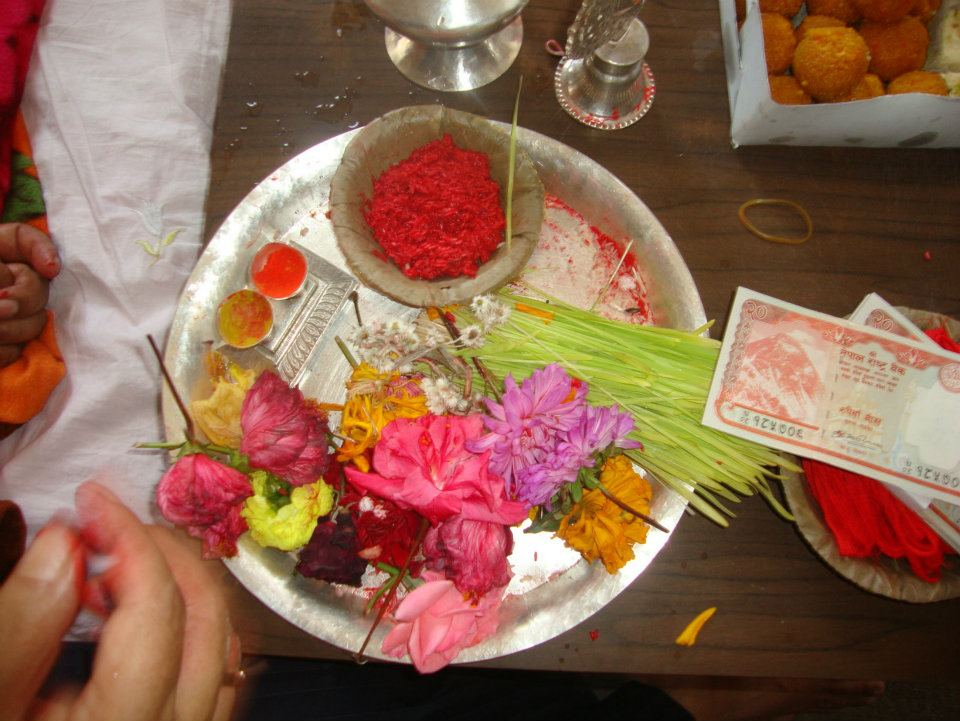
El tilaka (en rojo) y jamara usado durante del Dasani

'Ghaṭasthāpanā'  (घटस्थापना "sembrando  Jamara ") marca el comienzo de Dashain. Literalmente, significa colocar un kalasha o una olla, que simboliza a la diosa Durga. Ghaṭasthāpanā cae el primer día del festival. En este día, el Kalash se llena con agua bendita y luego se cose con semillas de cebada. Luego, el Kalash se coloca en el centro de un bloque de arena rectangular. El lecho de arena restante también se siembra con granos. Luego, el sacerdote comienza la  puja pidiéndole a Durga que bendiga la vasija con su presencia. Este ritual se realiza en un momento propicio determinado por los astrólogos. Se cree que la diosa reside en el barco durante Navratri.
La sala donde se hace todo esto se conoce como Dasain Ghar. Tradicionalmente, a los extraños no se les permite ingresar. Un miembro de la familia adora al Kalash dos veces al día, una por la mañana y luego por la noche. El Kalash se mantiene alejado de la luz solar directa y se le ofrece agua bendita todos los días, de modo que para el décimo día del festival la semilla habrá crecido a cinco o seis pulgadas de largo amarillo césped. Esta hierba sagrada se conoce como  jamara . Estos rituales continúan hasta el séptimo día.

### Día 7: Phulpati
Phulpati es una celebración importante que ocurre el séptimo día de Dashain.shain
Tradicionalmente, en este día, el Kalash real, los tallos de plátano, Jamara y la caña de azúcar atados con tela roja es traído por Brahmin s de Gorkha, una caminata de tres días aproximadamente, lejos del valle de Katmandú. Cientos de funcionarios gubernamentales se reúnen en los terrenos de Tundikhel con vestimenta formal convencional para presenciar el evento. La  rey solía observar la ceremonia en Tundikhel mientras el desfile de Phulpati se dirigía hacia el palacio real Hanuman Dhoka. Luego hay una exhibición majestuosa del Ejército de Nepal junto con un disparo de celebración de armas que continúa durante diez a quince minutos en honor a Phulpati. El Phulpati es llevado al Palacio Real Hanuman Dhoka cuando la ocasión termina en Tundikhel, donde se celebra un desfile.
Desde 2008, cuando la familia real fue derrocada, la tradición de dos siglos de antigüedad cambia para que la ofrenda sagrada de Phulpati vaya a la residencia del presidente. El presidente asumió los roles sociales y religiosos del rey después de la caída del gobierno real.

### Día 8: Maha Asthami
El octavo día se llama 'Maha Asthami'. Este es el día en que la manifestación más feroz de la Diosa Durga, la sedienta de sangre Kali, se aplaca a través del  sacrificio de búfalos, cabras, gallinas y patos en los templos de toda la nación. La sangre, simbólica por su fertilidad, se ofrece a las Diosas. Apropiadamente, la noche de este día se llama Kal Ratri (Noche Negra). También es la norma que los búfalos se sacrifiquen en los patios de todas las oficinas de ingresos de tierras en el país en este día. El antiguo palacio en Basantapur Hanuman Dhoka está activo durante toda la noche con adoraciones y sacrificios en casi todos los patios. En la medianoche del mismo día, el Dasain Ghar, un total de 54 búfalos y 54 cabras son sacrificados en cumplimiento de los ritos. Después de la ofrenda de sangre, la carne se lleva a casa y se cocina como "prasad", o comida bendecida por la divinidad. Esta comida se ofrece en pequeños platos a los Dioses del hogar, luego se distribuye entre la familia. Comer esta comida se cree que es auspicioso. Mientras se lleva a cabo la puja, se celebran grandes fiestas en los hogares de la gente común. En este día, la comunidad de Newar tiene un evento llamado "Khadga Puja" donde hacen puja de sus armas.

### Día 9: Maha Navami

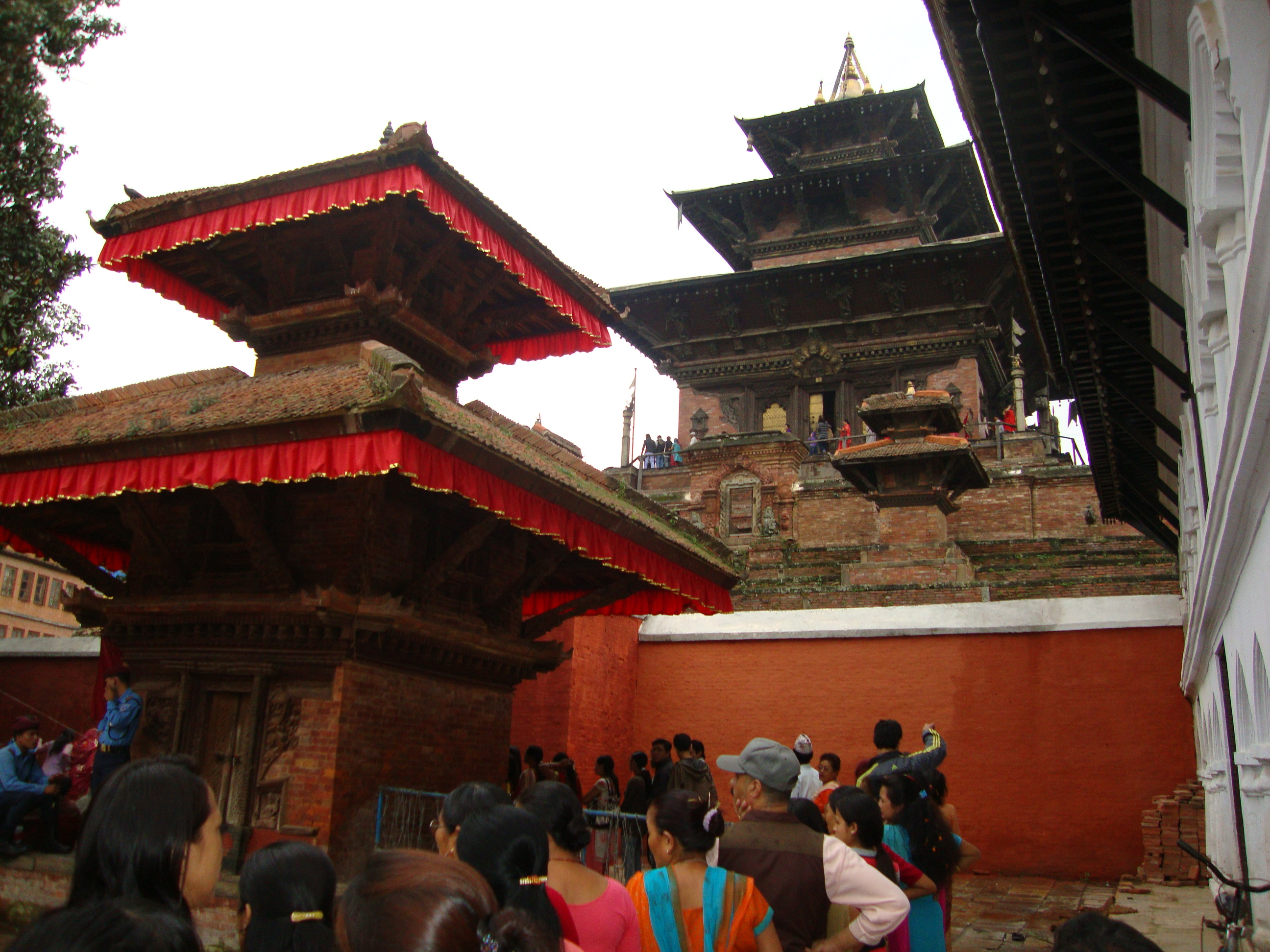
Personas haciendo cola para visitar el Taleju Bhawani Mandir

El noveno día de dashain se llama  Mahanavami , "el gran noveno día". Este es el último día de Navaratri. Ceremonias y rituales alcanzan el pico en este día. En este día, se realizan sacrificios rituales militares oficiales en uno de los palacios reales de Hanuman Dhoka, el patio Kot. En esta ocasión, el estado ofrece los sacrificios de búfalos bajo los saludos de disparos. Este día también se conoce como el día de la caza del demonio porque los miembros del ejército de demonios derrotados intentan salvarse escondiéndose en los cuerpos de animales y aves.
En Mahanavami, Vishvakarman, el dios de la creación, es adorado ya que cree que todas las cosas que nos ayudan a ganarnos la vida deben mantenerse felices. Los artesanos, artesanos, comerciantes y mecánicos adoran y ofrecen sangre de animales y aves a sus herramientas, equipos y vehículos. Además, dado que se cree que adorar a los vehículos en este día evita accidentes durante el año, todos los vehículos de bicicletas, autos y camiones son adorados en este día.
Las puertas del Templo de Taleju se abren al público en general solo este día del año. Miles de devotos van y rinden homenaje a la diosa en este día. El templo está lleno de devotos durante todo el día.

### Día 10: Bijaya Dashami o Vijaya Dashami

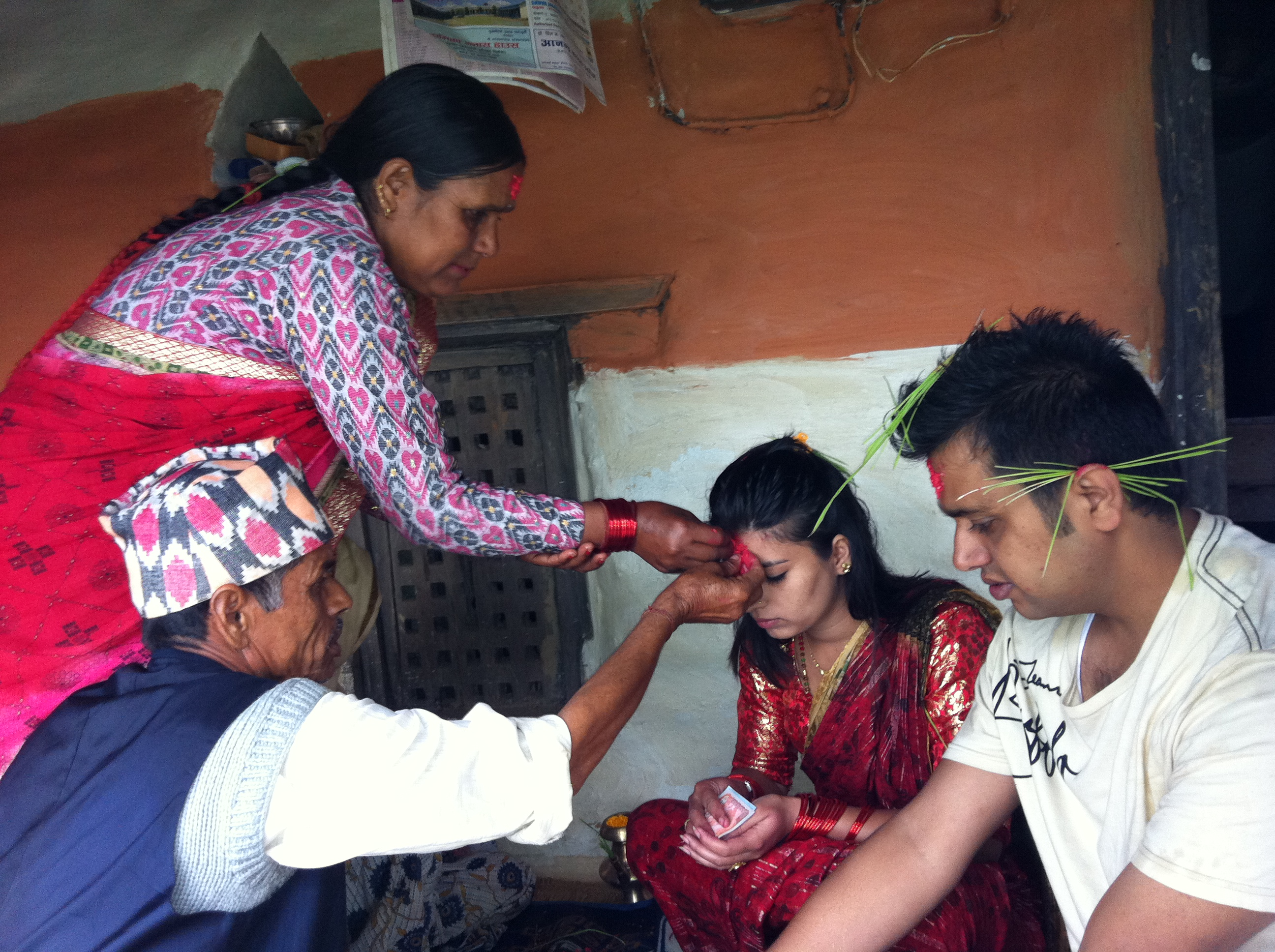
Padre y madre poniendo tika en la cabeza de sus hijos durante el festival Dashain

El décimo día del festival es el 'Bijayadashmi'. En este día, se prepara una mezcla de arroz, yogur y bermellón. Esta preparación se conoce como "tika". A menudo, el tiempo dashain tika es diferente cada año. Los ancianos pusieron este tika y jamara que se siembra en Ghatasthapana en la frente de parientes más jóvenes para bendecirlos con abundancia en los próximos años. El rojo también simboliza la sangre que une a la familia. Los ancianos dan "Dakshina", o una pequeña cantidad de dinero, a los parientes más jóvenes en este momento junto con las bendiciones. Esto se sigue observando durante cinco días hasta la luna llena, período durante el cual las familias y los familiares se visitan para intercambiar regalos y saludos. Este ritual de tomar tika de todos los parientes mayores (incluso los parientes lejanos) ayuda en la renovación de los lazos de la comunidad en gran medida. Esta es una razón por la cual el festival se celebra con tanto vigor y entusiasmo.

### Día 15: Kojagrat Purnima
El último día del festival que se celebra el día de luna llena se llama 'Kojagrat' Purnima. El significado literal de Kojagrat es "quién está despierto". En este día, se adora a la Diosa Laxmi, que se cree que es la diosa de la riqueza, ya que cree que la Diosa Laxmi desciende sobre la tierra y baña al que está despierto toda la noche con riqueza y prosperidad. La gente disfruta de la noche jugando a las cartas y mucho más.
Los sacrificios de animales son a menudo las normas durante este tiempo, ya que el festival conmemora las míticas batallas sangrientas entre los poderes "divinos" y "demoníacos". Los defensores del sacrificio de animales interpretan que este acto de sacrificio es el sacrificio simbólico de nuestras cualidades animales, pero aquellos que se oponen al sacrificio de animales enfatizan que el acto de sacrificio no es más que una excusa para satisfacer el apetito por comida / carne.

## Formas de celebración
El Malshree dhun se incorpora a la música nepalesa como la música de Dashain. Es la melodía que anuncia que el Dashain ha llegado. Malashree dhun es una de las más antiguas músicas devocionales sobrevivientes de la forma de arte Newa, con su origen en el siglo XVII. A su debido tiempo y también el hecho de que Dashain es celebrado no solo por Newars sino por todos los nepaleses, este dhoon se puso al día y ahora es parte de la cultura nacional y jugado durante Dashain.

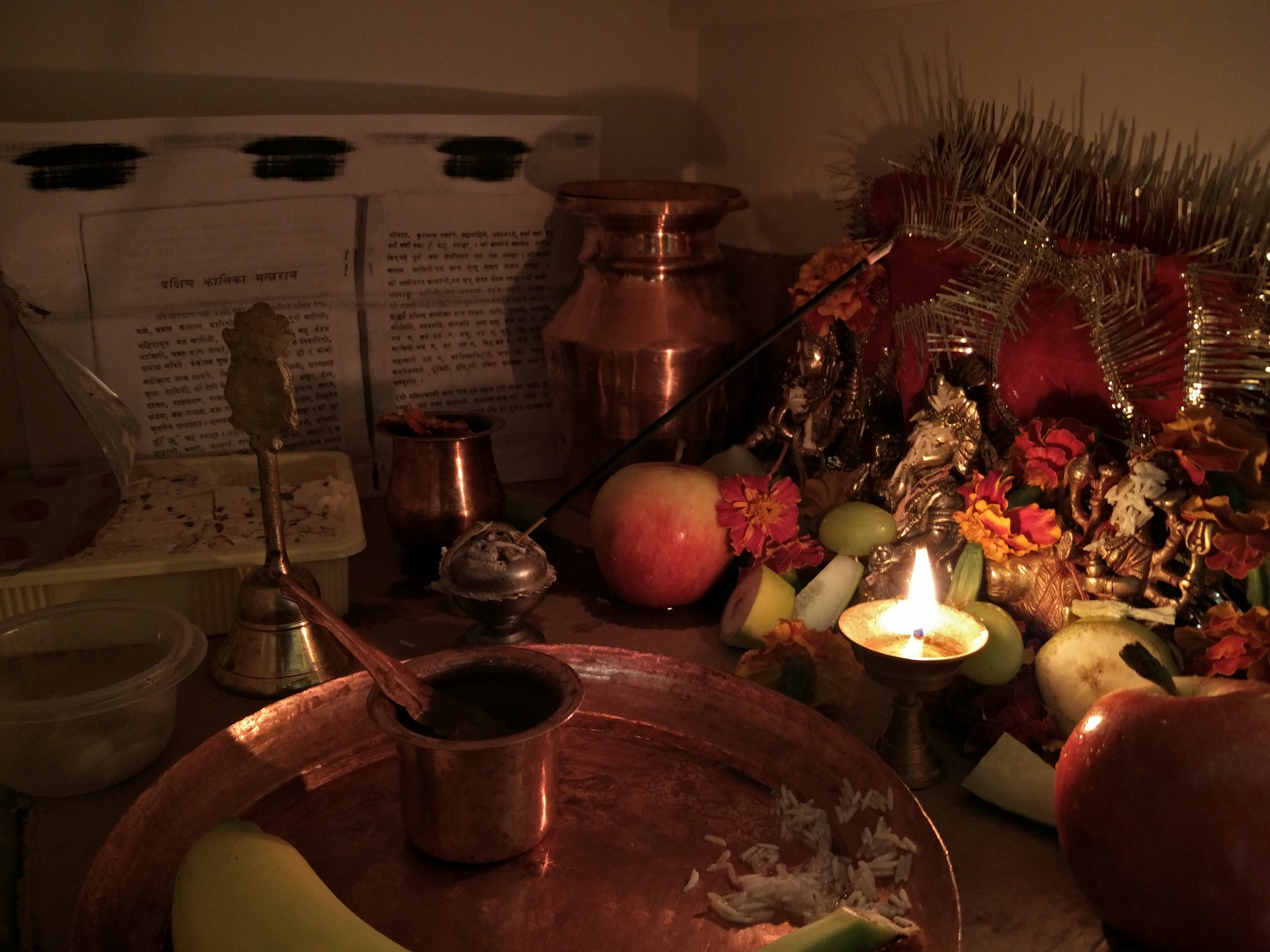
Dashain ritual

A medida que se acerca Dashain, el vuelo de cometas se vuelve cada vez más común. Montar cometas ha sido una parte muy importante para celebrar Dasain en el país, ya que se considera una forma de recordarle a Dios que ya no envíe lluvia. Durante el festival, las personas de todas las edades vuelan cometas desde sus techos. Las coloridas cometas y voces que gritan 'cambiar trampa' (esta frase se usa generalmente cuando uno corta la cuerda de la cometa de la otra persona) llenan los días durante el festival.
Jugar a las cartas es otra forma de celebrar Dasain. Mientras los niños están ocupados volando cometas durante Dasain, Los miembros mayores de la familia pasan su tiempo reuniéndose y jugando a las cartas entre sí por dinero y diversión.
Comprar y usar ropa nueva es una parte importante del festival. Como muchas personas que viven en las aldeas están por debajo del umbral de la pobreza, para ellos suele ocurrir que la ropa nueva solo venga con Dasain. Casi todas las tiendas tienen ofertas y descuentos para festivales. Esto hace que las compras sean más atractivas. La ropa es el artículo que tiene las mayores ventas durante el festival.
Los columpios de Bamboo se construyen en muchas partes del país como una forma de celebración. Los cambios de Dashian se llaman 'ping' en nepalés. Presentan lo mejor de la cultura local, la tradición, el espíritu comunitario y la diversión. Estos columpios son construidos por miembros de la comunidad con métodos tradicionales que utilizan cuerdas hechas de hierba dura, palos de bambú y madera, etc. Los columpios se construyen normalmente una semana antes de Ghatasthapana y se desmantelan solo después del festival de  Tihar que viene después de Dasain. La altura de algunos columpios supera los veinte pies. Personas de todas las edades disfrutan en los columpios. Son especialmente famosos con niños.
Se organizan ferias y celebraciones durante el festival. Por lo general, se organizan pequeñas ferias en los pueblos con norias para niños y otros entretenimientos para adultos. Sin embargo, en la ciudad generalmente se organizan ferias y celebraciones comerciales.
Miles de animales, incluidos  búfalo, pato s y  carneros son sacrificados en Dasain cada año. Se ha considerado un ritual importante ya que se cree que las diosas son apaciguadas por tales sacrificios. Casi todos los templos, especialmente los templos de Durga y Kali, se ofrecen con miles de sacrificios. Ashtami y Navami son los días en que los sacrificios alcanzan su punto máximo. Mientras que miles de animales son sacrificados para apaciguar a las diosas, las personas también sacrifican animales para fiestas. Dado que se organizan muchas fiestas y reuniones durante los quince días del festival, la demanda de carne aumenta considerablemente. Para satisfacer la demanda, la matanza de animales se vuelve considerablemente alta y necesaria.
Sin embargo, durante los últimos años, los activistas derechos de los animales en el país se han opuesto continuamente a estos actos de matanza. Han estado pidiendo a la gente que detenga esos actos inhumanos y, en cambio, les han sugerido que ofrezcan frutas y verduras a las diosas, ya que creen que en los libros religiosos hindúes no se menciona que los sacrificios de animales apaciguan a los dioses y a las diosas.

## Controversia
El festival de Dashain es a menudo criticado por su sacrificio de animales. Muchos petición en línea s se han registrado en Change.org, pidiendo un acción gubernamental contra la masacre en masa. Impulsados por la creencia de que las ofrendas de sangre fresca apaciguarán a la diosa Durga, decenas de animales y aves son sacrificados ritualmente, especialmente en el octavo y noveno día del festival. Las aves y los animales que tradicionalmente son elegibles para el sacrificio incluyen cabras, búfalos, ovejas, pollos y patos. Algunos activistas de animales han pedido el uso de calabazas y cocos, en lugar de pájaros y animales.
Numerosas luminarias nacionales y activistas por los derechos de los animales por igual han expresado su preocupación por el tema de la crueldad hacia los animales en el festival. El 3 de octubre de 2016, el famoso comediante nepalí Hari Bansha Acharya escribió una obra satírica sobre  Nepal Saptahik  - titulada "Euta Khasiko Aatmakatha" (Autobiografía de una cabra) - a la luz de "horrendous "explotación infligida a los animales durante el festival. Además, otro señaló el actor y comediante Deepak Raj Giri instó a sus seguidores de Facebook a ir  vegetariano o al menos abstenerse de publicar imágenes "perturbadoras" de sacrificios de animales en las redes sociales.
Dashain también se ha vuelto controvertido en el clima político actual de Nepal ya que varios grupos indígenas ("adivasi janajati") argumentan que el estado les ha impuesto el festival. En un esfuerzo por resistir lo que ven como la dominación cultural de las élites hindúes que dominan el estado nepalés, varias organizaciones han organizado un boicot a Dashain. Especialmente comunistas dentro de un país y misioneros. Hasta ahora esas campañas han tenido un efecto limitado en todo el país, pero revelan los orígenes políticos y la importancia del festival.